# Норильский Заполярный театр драмы имени Вл. Маяковского
Нори́льский Заполя́рный теа́тр дра́мы и́мени Вл. Маяко́вского — драматический театр в Норильске, Россия. Самый северный театр в мире. Старше города более чем на десяток лет, традиционно ведёт свою историю с ноября 1941 года. Находится в центре города, на Театральной площади.
В декабре 2009 года Законом Красноярского края (№ 9-4246 от 24.12.2009) Норильский Заполярный театр драмы по всей совокупности достижений отнесён к числу «особо ценных объектов культурного наследия Красноярского края».

## История
Первые творческие коллективы в Норильске появились в конце 1930-х годов как проявление деятельности культурно-воспитательных частей Норильлага. Почти в каждом лаготделении создавалась своя труппа, полупрофессиональная по статусу, но с первоклассными мастерами из других городов. О декорациях, костюмах, постановках того времени ходят легенды. Здесь «сидел» Лев Гумилев, лагерным театральным художником была Ольга Бенуа, играли Евдокия Урусова (актриса театра им. Ермоловой), Виталий Головин (сын певца Большого театра, обвиненный в убийстве Зинаиды Райх), Георгий Жжёнов, Иннокентий Смоктуновский (как вольнонаёмный) и другие. Сюда сослали в полном составе Львовскую хоровую капеллу. В лагерных клубах скрипач Корецкий играл Равеля и Паганини, Сарасате и Баха, лагерным джазом руководил композитор Кайдан-Дёшкин, а среди музыкантов — имя, например, Ивана Бачеева, ударника из оркестра Цфасмана, ассистента художественного руководителя Госджаза Кнушевицкого.
Профессиональный театр развивался особым норильским способом: кого-то из артистов-заключенных лагерная администрация «отмечала», а дирекция театра «вытаскивала» из зоны. Таким образом, искусство (и в буквальном, и в переносном смыслах) стало способом освобождения от гнетущей реальности. «Счастье и сладкая боль сердечная, восторг до слез — вот что такое был для нас Норильский театр в то далекое время», — вспоминают старожилы.
Современное здание театра построено в 1986 году.

## Награды
Начиная с 1996 года спектакли Норильского Заполярного театра драмы становятся лауреатами краевых фестивалей:
- 1996 — «Как солдат Иван Чонкин самолёт сторожил» (5 номинаций)[источник не указан 1058 дней]
- 1997 — «Чума на оба ваши дома» (5 номинаций)
- 1998 — «Недоросль» (2 номинации)
- 1999 — «Любоff» (2 номинации")
- 1999 — «Веер леди Уиндермир» (2 номинации)
- 1999 — «Принцесса Аннета»
- 2000 — «Домик в Коломне» (4 номинации)
- 2000 — «Шут Балакирев» (4 номинации)
- 2001 — «Школа с театральным уклоном» (3 номинации, Премия губернатора Красноярского края А. И. Лебедя)
- 2002 — «Сильвия» (4 номинации)
- 2007 — «…А этот выпал из гнезда» (5 номинаций)
- 2008 — «Скупой» (1 номинация)
- 2009 — «Вишнёвый сад» (2 номинации)
- 2010 — «Старомодная комедия» (1 номинация)
- 2011 — «Оркестр „Титаник“» (2 номинации)
- 2012 — «Утиная охота» (2 номинации)
- 2013 — «Валентинов день» (3 номинации)
- 2014 — «Братья Ч.» (4 номинации).

Театр участвует в фестивалях, проходящих за пределами региона: в 1997 году на Всероссийском Фестивале сатиры и юмора «Золотой Остап» (г. Санкт-Петербург) был вручён создателям спектакля «Как солдат Иван Чонкин самолёт сторожил»; в 1999 году на фестивале «Свет лагерной рампы» (г. Магадан) лучшим был признан спектакль «Любоff»; в 2001 году для обсуждения на творческой лаборатории Всероссийского пушкинского фестиваля (г. Псков) был приглашён спектакль «Комические игры по поэме „Домик в Коломне“». В 2003 году на фестивале «Сибирский транзит» спектакль «Школа с театральным уклоном» получил губернаторскую премию, а артисты, занятые в нём (Л. Сорокин и С. Ребрий), стали лауреатами премии имени В. Редлих I-й степени. Осенью того же года на фестивале в Ярославле театр получил премию Правительства РФ имени Ф. Волкова за вклад в развитие театрального искусства. Весной 2004 года на IV Межрегиональном фестивале «Сибирский транзит» комедия «Татарин маленький» (в постановке народного артиста России Александра Зыкова) признана «лучшим спектаклем фестиваля», актёр Лаврентий Сорокин, исполнявший одну из главных ролей, получил премию имени В. Редлих II-й степени. В 2005 году на фестивале «Сибирский транзит», проходившем в Красноярске, спектакль «Сирано де Бержерак» был отмечен в номинации «Лучшая мужская роль первого плана» (Л. Сорокин). А в 2010 году на фестивале «Ново-Сибирский транзит» спектакль «Старомодная комедия» был отмечен специальным призом председателя жюри, доктора искусствоведения А. В. Бартошевича.
В 2011 и 2013 годах театр организовал и провёл Международный фестиваль искусств северных городов мира «Параллели», встретив на своей сценической площадке в Норильске коллективы из Петрозаводска, Нюрбы, Санкт-Петербурга, Москвы, Дании, Финляндии, Норвегии, Исландии, Швеции и Канады. Европейский международный фонд «Партнёрство во имя прогресса» (Париж), вручил в 1998 году «Золотую пальму» Норильскому заполярному театру драмы как одному из заметных явлений в культурной жизни России.

## Жанр и репертуар театра
Основной жанр театра — современная сатира в жёсткой гротескной форме, для театра очень важна тема борьбы современного человека с различными проявлениями несвободы.

### 1980-е
На сцене театра ставятся такие спектакли, как:
- 1989 — «Заклинание графа Саламандра»
- 1989 — «Ученик дьявола»
- 1989 — «Русская Новогодняя сказка» (Двенадцать месяцев) (декабрь 1989)

### 1990-е годы
- 1990 — «Придурки, или Урок драматического искусства»
- 1991 — «Золотой мальчик»
- 1991 — «Волк на дереве»
- 1991 — «Гуманоид в небе мчится»
- 1991 — «Игроки»
- 1992 — «Аукцион царственных невест»
- 1992 — «Ночь ошибок»
- 1993 — «Три поросёнка»
- 1993 — «Мышьяк или старые кружева»
- 1993 — «Поминальная молитва»
- 1993 — «Когда лошадь теряет сознание»
- 1994 — «Дочь миллиардера»
- 1994 — «Гарольд и Мод»
- 1994 — «Кин IV» (27 марта 1994, режиссёр — А. Зыков, художник — Т. Ногинова, композитор — И. Тилькин)
- 1996 — «Как солдат Иван Чонкин самолёт сторожил» (режиссёр — А. Зыков, художник — М. Мокров, композитор — В. Дашкевич, аранжировщик — Л. Иновлоцкий)
- 1996 — «Чума на оба ваши дома» (20 сентября 1996, режиссёр А. Зыков, художник — Т. Ногинова, композитор — Л. Иновлоцкий, балетмейстер — Г. Галкина)
- 1998 — «Королевские игры» (20 марта 1998, режиссёр — А. Зыков, художник — Т. Ногинова, композитор — Л. Иновлоцкий, балетмейстер — Н. Реутов)
- 1999 — «Комические игры по поэме А. С. Пушкина „Домик в Коломне“» (6 июня 1999, режиссёр — А. Зыков, художник — М. Мокров, композитор — А. Розенблат, балетмейстер — Н. Реутов)

### 2000-е годы
- 2001 год
  - «Школа с театральным уклоном» (12 января 2001, режиссёр — А. Зыков, художник — М. Мокров, балетмейстер — Н. Реутов)
  - «Шут Балакирев» (1 апреля 2001, режиссёр — А. Зыков, художник — М. Мокров, балетмейстер — Н. Реутов, композитор — А. Розенблат)
- 2002 год
  - «Сильвия» (1 февраля 2002, режиссёр — А. Зыков, художник — М. Мокров, балетмейстер — Н. Реутов)
  - «Декамерон — 2002» (1 марта 2002, режиссёр — А. Кошелев, художник — М. Мокров)
  - «Люти» (10 мая 2002, режиссёр — А. Кошелев, художник — М. Мокров)
- 2003 год
  - «Забыть Герострата!» (15 января 2003, режиссёр — А. Зыков, художник — М. Мокров)
  - «Поллианна» (6 июня 2003, режиссёр — А. Зыков, художник — М. Мокров, балетмейстер — Н. Реутов)
  - «Деревья умирают стоя» (24 октября 2003, режиссёр — А. Кошелев, художник — М. Мокров)
  - «Очень простая история» (19 декабря 2003, режиссёр — А. Зыков, художник — М. Мокров, балетмейстер — Н. Реутов)
- 2004 год
  - «Татарин маленький» (6 февраля 2004, режиссёр — А. Зыков, художник — М. Мокров, балетмейстер — Н. Реутов, музыкальное оформление А. Федоськина)
  - «Банкет» (12 марта 2004, режиссёр — А. Кошелев, художник — М. Мокров)
  - «Два старых краба с нежным панцирем» (14 мая 2004, режиссёр — А. Зыков, художник — М. Мокров, балетмейстер — Н. Реутов)
  - «Пенелопа» (15 октября 2004, режиссёр — А. Кошелев, художник — М. Мокров)
- 2005 год
  - «Сирано де Бержерак» (25 марта 2005, режиссёр — А. Зыков, художник — М. Мокров, балетмейстер — Н. Реутов)
  - «Мой бедный Марат» (30 апреля 2005, режиссёр — А. Зыков, художник — М. Мокров, музыкальное оформление А. Федоськина)
  - «Провинциальные анекдоты» (11 июня 2005, режиссёр — А. Кошелев, художник — М. Мокров)
  - «Укрощение строптивой» (25 ноября 2005, режиссёр — А. Зыков, художник — М. Мокров, балетмейстер — Н. Реутов)
- 2006 год
  - «Свои люди — сочтёмся!»(24 марта 2006, режиссёр — А. Кошелев, художник — М. Мокров)
  - «…А этот выпал из гнезда» по роману Кена Кизи «Пролетая над гнездом кукушки» (30 июня 2006, режиссёр — А. Зыков, художник — М. Мокров, балетмейстер — Н. Реутов, музыкальное оформление А. Федоськина)
  - «Слишком женатый таксист» (27 октября 2006, режиссёр — В. Максимов, художник — М. Мокров)
- 2007 год
  - «Два вечера в весёлом доме» (27 апреля 2007 г., режиссёр — А. Кошелев, художник — М. Мокров)
  - «Вверх по лестнице ведущей вниз» (26 марта 2007 г., режиссёр — В. Богатырёв, художник — Л. Баишева)
  - «Скупой»(28 сентября 2007 г., режиссёр — А. Исаков, художник — М. Мокров, балетмейстер — Н. Реутов)
  - «Сладкоголосая птица юности» (30 ноября 2007 г., режиссёр — С. Стеблюк, художник — И. Капитанов, О. Герр, балетмейстер — Н. Реутов)
  - «День рождения деда Мороза, или Хитрюндий Великолепный» (27 декабря 2007 г., режиссёр — А. Кошелев, Т. Файрузов, художник — О. Чуднова)
- 2008 год
  - «Собаки» (28 марта 2008 г., режиссёр — А. Кошелев, художник — М. Мокров, балетмейстер — Н. Реутов)
  - «Вишнёвый сад» (27 июня г., режиссёр — Л. Зайкаускас, художник — М. Мисюкова)
  - «Кабала святош» (29 ноября г., режиссёр — А. Кошелев, художник — М. Мокров, балетмейстер — Н. Реутов)
  - «Как колобок ума-разума набирался» (27 декабря 2008 г., режиссёр — Т. Файрузов, художник — О. Чуднова
- 2009 год
  - «Театр (Шум за сценой)» (10 апреля 2009 г., режиссёр — Б. Гуревич, художник — М. Мокров, балетмейстер — И. Шаронова)
  - «Старомодная комедия» (29 мая 2009 г., режиссёр — В. Оника, художник М.Мисюкова)
  - «Мистификатор» (27 июня 2009 г., режиссёр — А. Исаков, художник — Э. Кочергин, балетмейстер — Н. Реутов)
  - «Пёстрые рассказы»(28 ноября 2009 г., режиссёр — А. Кошелев, художник — В. Полуновский)
  - «Двенадцать месяцев» (28 декабря 2009 г., режиссёр — Т. Файрузов, художник — О. Чуднова)

### 2010-е годы
- 2010 год
  - «Золушка» (5 марта 2010 г., режиссёр — А. Исаков, художник — М. Мокров, балетмейстер — Н. Реутов)
  - «Оркестр „Титаник“» (28 марта 2010 г., режиссёр — Т. Файрузов, художник — А. Тимошенко)
  - «Вдовий пароход» (7 мая 2010 г., режиссёр — А. Кошелев, художник — В. Полуновский)
  - «Свадьба Кречинского» (28 июня 2010 г., режиссёр — А. Исаков, художники — И. Долгова, И. Бедердинов, балетмейстер — Н. Реутов)
  - «Шикарная свадьба» (22 октября 2010 г., режиссёр — С. Щипицин, художники — А. Агапов, Д. Солнцев, балетмейстер — Р. Гаянова)
  - «Замок в Швеции» (ноябрь 2010 г., режиссёр — М. Кальсин, художники — И. Долгова, Д. Солнцев, балетмейстер — Н. Реутов)
- 2011 год
  - «ОбломOFF» (30 апреля 2011 г., режиссёр — В. Гурфинкель, художник — И. Ярутис, композитор — В. Истомин, хореограф — Т. Безменова)
  - «Бешеные деньги» (27 мая 2011 г., режиссёр — А. Кошелев, художник — И. Мальгин, балетмейстер — Н. Реутов)
  - «Русская народная почта» (3 июня 2011 г., режиссёр — Т. Файрузов, художник — А. Тимошенко)
  - «Продавец дождя» (29 сентября 2011 г., режиссёр — А. Зыков, художник — О. Головко, балетмейстер — Н. Реутов)
  - «Утиная охота» (9 декабря 2011 г., режиссёр — Е. Чернышов, художник — Н. Слободяник)
- 2012 год
  - «Благословляю всё, что было» (9 марта 2012 г., режиссёр — А. Александрова, художник — О. Чуднова, композитор — А. Федоськин)
  - «У Ковчега в восемь» (23 марта 2012 г., режиссёр — Е. Чернышов, художник — Ф. Атмадзас, художник по свету — Е. Ганзбург, балетмейстер — Д. Галсанов)
  - «В открытом море» (15 мая 2012 г., режиссёр — Т. Файрузов, художник — А. Тимошенко, композитор — И. Белова)
  - «Семь криков в океане» (5 октября 2012 г., режиссёр — Т. Файрузов, художник — В. Полуновский, балетмейстер — Н. Реутов)
  - «Валентинов день» (30 октября 2012 г., режиссёр — Е. Чернышов, художник — Н. Слободяник, художник по свету — Митрич)
- 2013 год
  - «Осада» (26 февраля 2013 г., режиссёр — Т. Файрузов, художник — Ф. Атмадзас)
  - «Птица Феникс возвращается домой» (29 марта 2013 г., режиссёр — А. Безъязыков, художник — Ф. Атмадзас)
  - «Братья Ч.» (11 апреля 2013 г., режиссёр — Т. Насиров)
  - «Безумный день, или Женитьба Фигаро» (26 сентября 2013 г., режиссёр — А. Исаков, художник — И. Долгова, балетмейстер — Н. Реутов, художник по свету — Е. Ганзбург)
  - «Ночь перед Рождеством» (6 декабря 2013 г., режиссёр — Т. Файрузов, художник — А. Тимошенко, художник по костюмам — И. Титоренко, художник по свету Д. Железняков, режиссёр по пластике А. Пестов, композитор — А. Федоськин)
- 2014 год
  - «Примадонны» (7 марта 2014 г., режиссёр — А. Бабанова, художник — Ф. Атмадзас, художник по костюмам — О. Атмадзас, аранжировщик — И. Фауст, балетмейстер — И. Горе, художник по свету — Е. Ганзбург)
  - «Спасти камер-юнкера Пушкина» (12 марта 2014 г., режиссёр — Т. Файрузов, художник — Ф. Атмадзас, видеоряд А. Раздевилова)
  - «Бенефис Геннадия Несчастливцева» (28 июня 2014 г., режиссёр — А. Бабанова, художник — Ф. Атмадзас, художник по костюмам — О. Атмадзас, композитор — А. Федоськин, балетмейстер — И. Горе, художник по свету — Т. Михалевский)
  - «Али-Баба и сорок разбойников» (8 ноября 2014 г., режиссёр — А. Бабанова, художник — Ф. Атмадзас, художник по костюмам — О. Атмадзас, композиторы — С. Никитин, В. Берковский, аранжировщик — И. Фауст, педагог по вокалу, хормейстер — А. Федоськин, балетмейстер — И. Гаре, художник по свету — Заслуженный работник культуры РФ Е. Ганзбург)
  - «Сказка о царе Салтане» (25 декабря 2014 г., режиссёр — Т. Файрузов, художник — Ф. Атмадзас, художник по костюмам — О. Атмадзас, музыкальное оформление — А. Федоськин, балетмейстер — Т. Пермина)
- 2015 год
  - «Две дамочки в сторону севера» (1 марта 2015 г., режиссёр — А. Бабанова, художник — Ф. Атмадзас, художник по костюмам — О. Атмадзас, художник по свету — С. Лаптев)
  - «Ох, уж эта Анна!» (7 марта 2015 г., режиссёр — А. Бабанова, художник — О. Чуднова, балетмейстер — Т. Безменова, художник по свету — Заслуженный работник культуры РФ Т. Лобанова)
  - «Письма с фронта» (8 апреля 2015 г., режиссёр — Т. Файрузов)
  - «Снегири» (6 мая 2015 г., режиссёр — Т. Файрузов, художник — Ф. Атмадзас, художник по костюмам — О. Атмадзас, хореограф — Т. Безменова, музыкальное оформление — А. Федоськин, художник по свету — Заслуженный работник культуры РФ Е. Ганзбург)
- 2016 год
  - «Королева красоты» (06 мая 2016 г., Автор спектакля: Мартин МакДонах (перевод с английского В. Хитрово-Шмырова). Режиссёр — Тимур Файрузов, художник — Фемистокл Атмадзас, художник по костюмам Ольга Атмадзас, режиссёр по пластике Татьяна Безменова)
  - «Жди меня… и я вернусь» (18 ноября 2016 г., Автор спектакля: Владимир Зуев, Режиссёр — Анна Бабанова, художник — Фемистокл Атмадзас, режиссёр по пластике — Николай Реутов, художник по костюмам — Ольга Атмадзас, художник по свету — Тарас Михалевский, композитор Андрей Федоськин, музыкальный руководитель Владимир Пермяк, видеоряд — Михаил Зайканов).
  - «Бременские музыканты» (24 декабря 2016 г., Автор спектакля: Юрий Энтин, Василий Ливанов, Геннадий Гладков. Режиссёр — Анна Бабанова, сценограф — Фемистокл Атмадзас, художник по костюмам — Ольга Атмадзас, хореограф — Елена Слободчикова, световое оформление — Заслуженный работник культуры России Татьяна Лобанова, музыкальное оформление — Андрей Федоськин).
- 2017 год
  - «Дорога в новую квартиру» (25 января 2017 г., эскиз Лаборатории современной драматургии «Полярка-2017». Автор спектакля: Сергей Довлатов, режиссёр — Андрей Гончаров).
  - «Ханума» (17 марта 2017 г., Автор спектакля: Авксентий Цагарели. Либретто и стихи Владимира Константинова, Бориса Рацера. Режиссёр Тимур Файрузов, сценограф Фемистокл Атмадзас, костюмы Ольга Атмадзас, хореограф Татьяна Безменова, свет Александр Рязанцев, музыкальное оформление Александр Кичигин)
  - «Кошмар на улице Лурсин» (23 июня 2017 г., Автор спектакля: Эжен Лабиш. Режиссёр Андреас Мерц, художник Фемистокл Атмадзас, художник по костюмам Ольга Атмадзас, художник по свету Тарас Михалевский, музыкальное руководство Жанна Сирота, Владимир Примак. Перевод с французского Екатерины Райковой-Мерц).
  - «Любовь это…» (23 июля 2017 г., Автор спектакля: по произведениям Александра Володина. режиссёр Тимур Файрузов, художник Николай Чернышёв, хореограф Оксана Малышева, режиссёр мультимедиа Максим Руденко).
  - «Человек из Подольска» (30 августа 2017 г., Автор спектакля: Дмитрий Данилов. Режиссёр — Анна Бабанова, сценограф — Фемистокл Атмадзас, художник по костюмам — Ольга Атмадзас, создание видеоряда Максим Трофимов).
  - «Норильские анекдоты» (17 сентября 2017 г., Автор спектакля: Владимир Зуев, Режиссёр Анна Бабанова, сценограф Фемистокл Атмадзас, художник по костюмам Ольга Атмадзас, пластика Николай Реутов, музыкальное оформление Андрей Федоськин, художник по свету Тарас Михалевский, видеоряд Михаил Зайканов).
  - «Рикки-Тикки-Тави» (25 декабря 2017 г., Автор спектакля: Редьярд Киплинг, режиссёр Тимур Файрузов, сценограф Фемистокл Атмазас, художник по костюмам Ольга Атмадзас, режиссёр по пластике Оксана Малышева, музыкальный руководитель Алексей Пупик, художник по свету Сергей Крылов, художник по компьютерной графике Константин Поваров).
  - «В гостях у сказки» (30 декабря 2017 г., Автор спектакля: Денис Ганин. Режиссёр Денис Ганин, художник Юлия Новикова)
- 2018 год
  - «Утопия» (25 февраля 2018 г., Автор спектакля: Михаил Дурненков. Режиссёр Тимур Файрузов, сценограф Фемистокл Атмадзас, художник по костюмам Ольга Атмадзас)
  - «Безумец» (24 апреля 2018 г., Автор спектакля: Яан Тятте, перевод с эстонского Борис Тух. Режиссёр — Гиртс Эцис, сценограф — Фемистокл Атмадзас, художник по костюмам — Ольга Атмадзас).
  - «Подсолнечный ветер» (20 мая 2018 г., бэби-спектакль, Автор спектакля: Екатерина Гаева. Режиссёр — Екатерина Гаева, художник — Ольга Атмадзас)
  - «Дракон» (20 мая 2018., Автор спектакля: Евгений Шварц. Режиссёр — Анна Бабанова, режиссёр по пластике — Николай Реутов, сценограф — Илья Кутянский, художник по костюмам — Ваня Боуден, художник по свету — Тарас Михалевский, композитор — Николай Морозов, видеорежиссёр — Михаил Зайканов)
  - «Пиковая дама» (по Александру Пушкину) (22 июля 2018 г., инсценировка и режиссёр — Заслуженный артист России Владимир Скворцов, художник — Народный художник России, лауреат Государственной Премии Маша Рыбасова, художник по костюмам — Лауреат Премии «Золотая Маска» Ольга Резниченко, пластика — Константин Мишин, музыкальное оформление — Владимир Скворцов, художник по свету — Лауреат Премии «Золотая Маска» Сергей Скорнецкий).

## Труппа театра
В своё время в Норильском драмтеатре играли такие артисты как Георгий Жжёнов (1949—1953, после заключения), Евдокия Урусова (1950—1954, после заключения), Иннокентий Смоктуновский (1946—1951), Всеволод Лукьянов (1948—1963), В. Абрамицкая, Екатерина Мокиенко, А. Щеглов, И. Розовский. В 1954—1962 годах главным режиссёром театра был Заслуженный артист РСФСР Ефим Гельфанд. В 1975—1981 годах театром руководил режиссёр Леонид Белявский. В 1990—2006 годах художественным руководителем театра был народный артист России Александр Зыков. С 1978 по 2007 год в театре работал народный артист России Василий Решетников.
Заслуженные артисты России
- Афанасьева, Ирина Александровна, заслуженная артистка России (1990).
- Оника, Валерий Васильевич, заслуженный артист России (1983—2012)
- Лариса Потехина, заслуженная артистка России[2].
- Сергей Ребрий, заслуженный артист России[3][4].
- Сергей Игольников, заслуженный артист России[5].
- Нина Валенская, заслуженная артистка России[6].

Артисты
- Авдеев Павел
- Бабаянц Варвара
- Белянина Полина
- Богомолова Анна
- Ганин Денис
- Глушков Александр
- Даданов Сергей
- Дороготовцева Дарья
- Донова Елена
- Жуйков Александр
- Жукова Кристина
- Ильичёва Маргарита
- Каверин Николай
- Кагарманов Рамиль
- Корныльев Олег
- Ксенюк Андрей
- Кузьменко Елена
- Лесик Роман
- Мамойкин Степан
- Нестеров Евгений
- Нестрян Мария
- Новикова Юлия
- Носырев Александр
- Ребрий Лариса
- Розинкин Иван
- Русова Полина
- Савина Галина
- Талашкевичь Иннеса
- Тихонов Тимофей
- Хитрина Евгения
- Чайников Денис
- Шимохина Анна

## Руководство театра
- Директор театра — Гергарт Светлана Гасановна (с 2005 по 2019 год, Куцая Ирина Григорьевна с 2019 года)
- Главный режиссёр театра — Бабанова Анна Владиславовна (с 2013 года)

## Здание театра

### Зрительный зал
В зрительном зале 551 место, кроме того существует две ложи. В партере 20 рядов, из которых первые 19 являются полноценными c количеством мест от 24 до 30 (в большинстве рядов — 30), а в последнем ряду — 19 мест. Существует один вертикальный проход, который, в основном, находится между 15-м и 16-м местами и один горизонтальный — между 6-м и 7-м рядами. Зрительный зал имеет пять входов — два в нижней части и три — в верхней.

## Награды
- Премия Правительства Российской Федерации имени Фёдора Волкова за вклад в развитие театрального искусства Российской Федерации (12 августа 2003 года)[7].
- Театр награждён дипломом Законодательного собрания Красноярского края и знаком Законодательного собрания Красноярского края «ПРИЗНАНИЕ».